# Royal Rumble (2024)
Royal Rumble (2024) — тридцать седьмое по счету в истории Royal Rumble, профессиональное рестлинг-шоу проводимое американским реслинг-промоушеном WWE. Шоу состоялось 27 января 2024 года на бейсбольной арене Тропикана-филд находящейся в Сент-Питерсберге, штат Флорида. Оно транслировалось по системе PPV и потокового вещания, в нем принимают участие рестлеры из трех брендов Raw, SmackDown и NXT (а также были приглашенные рестлеры не относящееся ни к одному из трех брендов). Royal Rumble 2024 года стал третьим в истории рамблов, проводимый в районе Тампа-Бей (после шоу 1995 и 2021 годов), и вторым шоу проводимое на данной арене. Поскольку в 2021 году из-за пандемии COVID-19 шоу того года проходило без зрителей в рамках концепции ThunderDome, этот Royal Rumble стал первым шоу на арене Тропикана-филд которое прошло с живыми фанатами на трибунах.
Данное шоу основано на концепции Royal Rumble матча, автором которого является бывший интерконтинентальный чемпион Пат Паттерсон, где победитель традиционно получает право бороться за чемпионский титул на главном шоу WrestleMania этого года. Для шоу 2024 года победители мужского и женского матчей соответственно получили право выбора, за какой титул они будут бороться на WrestleMania XL. Победитель мужского матча может выбирать между титулом чемпиона мира в тяжелом весе от бренда Raw или Титул Неоспоримого чемпиона вселенной WWE (объединенные в два титула Мировой и Вселенной) от бренда SmackDown, а победительница женского матча — между титулом чемпиона мира среди женщин от бренда Raw или титул чемпиона WWE среди женщин от бренда SmackDown.
В женском Royal Rumble матче победительницей стала Бэйли, выйдя под номером три в женской битве и тем самым поставила рекорд по пребыванию в самой битве 1:03:03 и за всю историю шоу (предыдущий рекорд 1:01:08 по пребыванию в битве принадлежал прошлогодней победительницы битвы Реи Рипли), которая последней выбросила Лив Морган, вышедшею под тридцатым номером. В мужском Royal Rumble матче, который был главным событием шоу, победителем битвы стал пятнадцатый участник Коди Роудс, последним выбросив из ринга Си Эм Панка, двадцать седьмого участника битвы. Это победа в битве сделало Роудса первым рестлером в истории, начиная с 1998 года, который выиграл два Royal Rumble подряд, и четвёртым рестлером в истории, после Ледяной Глыбы Стива Остина (1997 и 1998), Шона Майклза (1995 и 1996) и Халка Хогана (1990 и 1991), а также десятым рестлером, который выиграл по два Royal Rumble в общей сложности.
Шоу Royal Rumble 2024 года отметился дебютом бывшей чемпионки TBS AEW Джейд Каргилл, которая подписала контракт с WWE ещё в сентябре 2023 года. Также стоит отметить в рамках партнерского отношения между промоушенами WWE и TNA в королевской битве дебютировала Мировая чемпионка TNA среди нокаутов Джординн Грейс, а также в битве состоялись возвращение рестлеров Наоми, Лив Морган, Андраде и Сами Зейна. Для Си Эм Панка который вернулся в компанию в 2023 году, эта битва также стала первым телевизионный матч в WWE с 2014 года (не считая его выступлений в программе WWE Backstage на канале Fox).
Кроме двух матчей Royal Rumble, на шоу были проведены ещё два титульных матча от бренда SmackDown. В первом матче Роман Рейнс защитил свой титул Неоспоримого чемпиона вселенной WWE в фатальном четырёхстороннем матче против Рэнди Ортона, ЛА Найта и Эй Джей Стайлза, а во втором матче Логан Пол защитил титул чемпиона США, победив Кевина Оуэнса по дисквалификации.

## Производство

### Предыстория

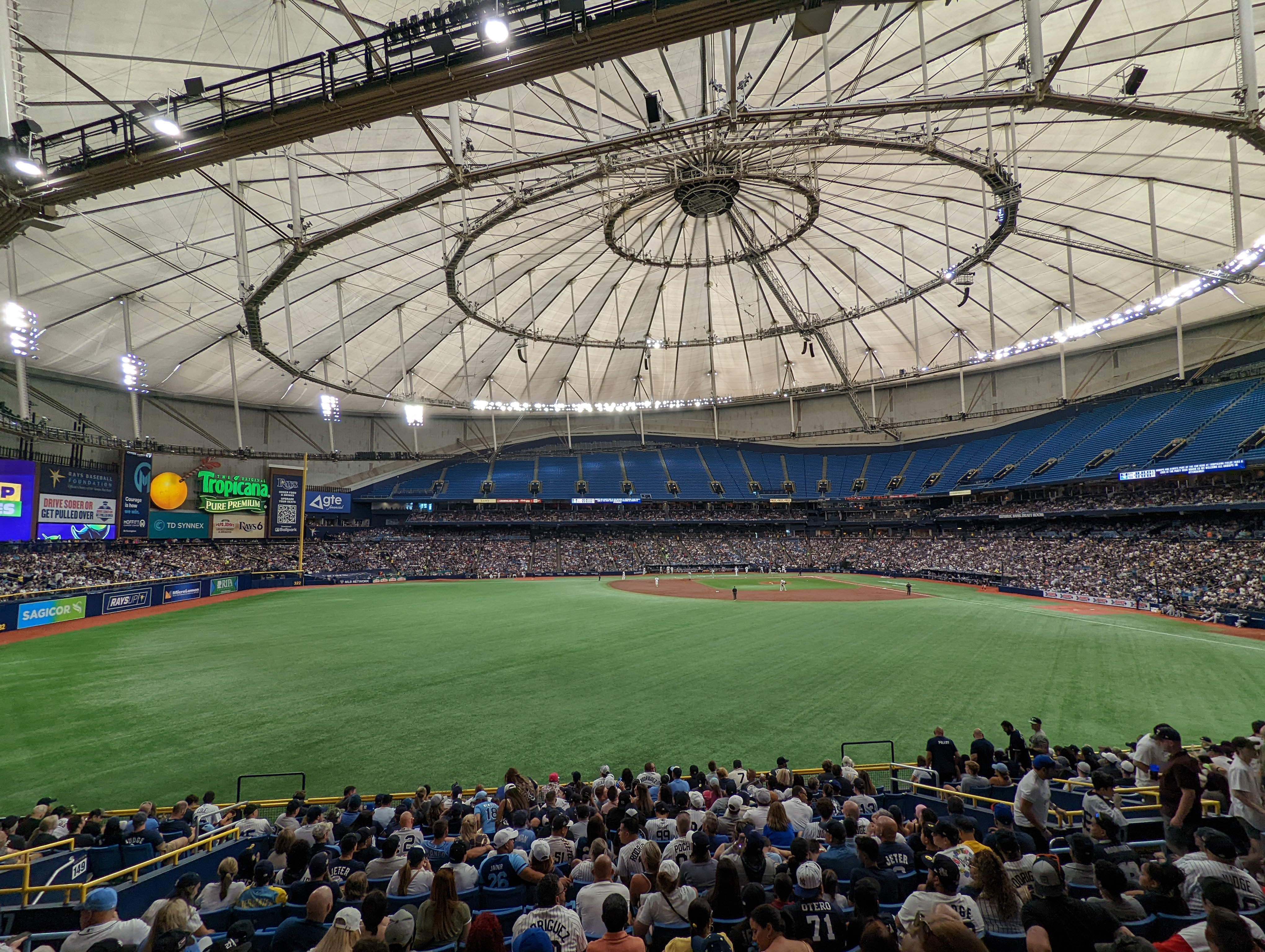
Бейсбольная арена Тропикана-филд находящейся в Сент-Питерсберге, место где дважды проходила Королевская Битва, первое шоу прошло в 2021 году, но из-за Пандемии COVID-19 оно проходило без зрителей.

Royal Rumble (рус. Королевская битва) — это ежегодное шоу реслинга, которое проводиться каждый январь промоушеном WWE, начиная с 1988 года. Оно является одним из самых крупнейших из пяти шоу промоушена года, наряду с такими как WrestleMania, SummerSlam, Survivor Series и Money in the Bank входя в так называемую «Большую пятерку». Сам Royal Rumble был создан самым первым Интерконтинентальным Чемпионом WWE и продюсером в WWE Патом Паттерсон названный в честь модифицированного баттл-роял матча, в отличие от которого участники выходят на ринг через определённый промежуток времени (90 секунд) вместо того, чтобы выходить все вместе одновременно.
13 сентября 2023 года промоушен WWE, анонсировал проведение 37-го Royal Rumble который состоялся в субботу, 27 января 2024 года, на бейсбольной арене Тропикана-филд находящейся в Сент-Питерсберге, штат Флорида, в шоу принимали участие рестлеры из трех брендов Raw, SmackDown и NXT (а также на шоу были приглашенные рестлеры не относящееся ни к одному из трех брендов). Royal Rumble 2024 года стал третьим в истории рамблов, проводимый в районе Тампа-Бей (после шоу 1995 и 2021 годов), и вторым шоу проводимое на данной арене. Поскольку в 2021 году из-за пандемии COVID-19 шоу того года проходило без зрителей в рамках концепции ThunderDome, этот Royal Rumble стал первый шоу на арене Тропикана-филд которое проходило с живыми фанатами на трибунах. В дополнение к данному PPV-шоу по всему миру, оно было доступно для стриминговый трансляции на Peacock находящейся в Соединенных Штатах и WWE Network которая транслируется на крупных международных рынках. Билеты на шоу поступили в продажу 20 октября 2023 года, также были доступны пакеты услуг премиум-класса.
В Royal Rumble матче принимают участие 30 рестлеров, где победитель традиционно получает право бороться за чемпионский титул на главном шоу WrestleMania этого года. Для шоу 2024 года победители мужского и женского матчей соответственно получили право выбора, за какой титул они будут бороться на WrestleMania XL. Победитель мужского матча может выбирать между титулом чемпиона мира в тяжелом весе от бренда Raw или Титул Неоспоримого чемпиона вселенной WWE (объединенные в два титула Мировой и Вселенной) от бренда SmackDown, а победительница женского матча — между титулом чемпиона мира среди женщин от бренда Raw или титул чемпиона WWE среди женщин от бренда SmackDown.

### Сюжетные линии
Шоу состояло из четырёх матчей, два из которых были матчами Royal Rumble. Матчи были результатом сюжетных линий которые написаны букерами промоушена и развивались в течение недели на телевизионных шоу WWE — Raw, SmackDown и NXT. Рестлеры выступали как фейсы, хиллы или как нейтральные персонажи, которые играли роли в развитии сюжета и кульминации в матче или серии матчей.
В мае 2022 года Рэнди Ортон из-за травмы спины, когда он враждовал с Блудлайн (Роман Рейнс, Джей Усо и Джимми Усо) временно ушёл с экранов на перерыв. В следующем году на специальном шоу в проходящие в Саудовской Аравии Crown Jewel в ноябре 2023 года Рейнс победил Эл Эй Найта, сохранив за собой титул Неоспоримого чемпиона WWE Вселенной (объединенные в два титула Мировой и Вселенной) не без помощи вмешательства группировки Блудлайн. На следующем эпизоде SmackDown Найт заявил, что он не закончил свои отношения с Блудлайном, пока не победит Рейнса в матче за титул. Позже в том же месяце на шоу Survivor Series: WarGames вернулся Ортон и в эпизоде SmackDown от 1 декабря, он подписал контракт с брендом SmackDown после того, как он отбил атаку группировки Блудлайн (которая добавила нового члена в группировку Соло Сикоа, в то время как Джей покинул группу и бренд SmackDown ранее тем летом), поклявшись отомстить. Спустя две недели вернувшийся на бренд Эй Джей Стайлз помог Найту и Ортону отбиться от Блудлайн, однако атаковал Найта. На следующей неделе Стайлз объясняет свое нападение на Найта тем, что тот занял его место в командном матче на шоу Fastlane которое прошло в октябре 2023 года. После того, как его речь прервал Ортон и сказал ему, что он также хочет титульный матч против Рейнса, позже генеральный менеджер SmackDown Ник Алдис анонсировал, что Ортон, Стайлз и Найт сразятся в матче тройной угрозы на шоу синего бренда SmackDown: New Year’s Revolution которое состоялось 5 января 2024 года, (последний раз такое шоу проходило в 2007 году на бренде Raw) где победитель встретится с Рейнсом за титул Неоспоримого чемпиона WWE Вселенной на шоу «Royal Rumble». Однако матч закончился безрезультатно после того, как группировка Блудлайн ворвалась на ринг и атаковали всех трех участников. В итоге Алдис объявил, что вместо этого Рейнс будет защищать свой титул в фатальном четырёхстороннем матче против Ортона, Найта и Стайлза на шоу Royal Rumble.
4 ноября 2023 года на шоу Crown Jewel американский ютубер и по совместительству рестлер Логан Пол выиграл свой первый чемпионский титул в промоушене WWE — Чемпион Соединенных Штатов. В эпизоде SmackDown от 1 декабря Пол впервые появился в качестве нового чемпиона США, где он объявил, что его первый претендент в борьбе за титул будет определён путем турнира из восьми человек. Финал турнира был выигран Кевином Оуэнсом на шоу синего бренда SmackDown: New Year’s Revolution который состоялся 5 января 2024 года, что принесло ему матч против Пола за титул чемпиона США на шоу Royal Rumble.

## Шоу

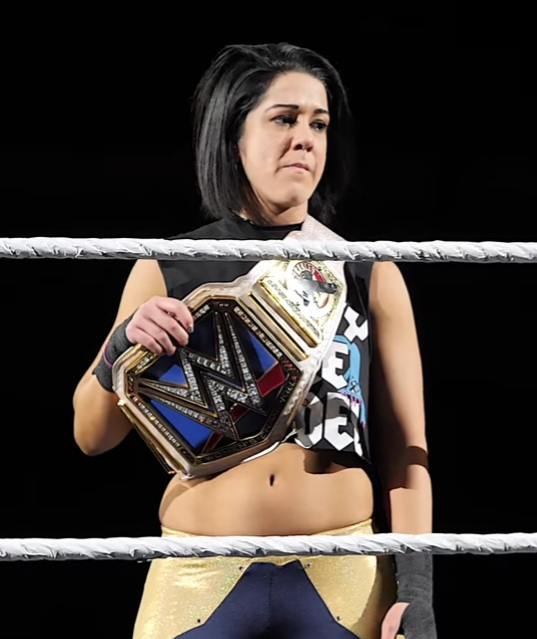
Бейли, победительница женского Royal Rumble матча в 2024 году

| Должность:              | Имя и фамилия:   |
| ----------------------- | ---------------- |
| Английские комментаторы | Майкл Коул       |
| Английские комментаторы | Кори Грейвс      |
| Английские комментаторы | Пэт Макафи       |
| Испанские комментаторы  | Марсело Родригес |
| Испанские комментаторы  | Джерри Сото      |
| Ринг-анонсер            | Саманта Ирвин    |
| Рефери                  | Данило Анфибио   |
| Рефери                  | Шон Беннетт      |
| Рефери                  | Джессика Карр    |
| Рефери                  | Дэн Энглер       |
| Рефери                  | Дафна Лэшон      |
| Рефери                  | Эдди Оренго      |
| Рефери                  | Райан Тран       |
| Рефери                  | Род Сапата       |
| Интервьюе́ры             | Кайла Брэкстон   |
| Комментаторы на пре-шоу | Джеки Редмонд    |
| Комментаторы на пре-шоу | Питер Розенберг  |
| Комментаторы на пре-шоу | Букер Ти         |
| Комментаторы на пре-шоу | Уэйд Барретт     |

### Предварительные матчи

#### Женский матч Royal Rumble
Шоу открылось женским матчем Royal Rumble. Первыми двумя участницами в него вошли Наталья из бренда Raw, которая продолжила свою серию выступлений в каждом женском рамбле, и Наоми, которая вернулась в WWE после ухода из-за творческих разногласий в компании в мае 2022 года и после выступлений в Total Nonstop Action Wrestling (TNA) предыдущие несколько месяцев. За ней последовала будущий фаворит битвы Бейли из бренда SmackDown под третьим номером. Далее под пятым номером в качестве неожиданного участника вошла с титулом Чемпионки мира TNA среди нокаутов Джординн Грейс и ненадолго возобновила свою вражду с Наоми (для TNA она Тринити), которую она победила в финальном матче за титул чемпионки нокаутш на шоу Hard To Kill от TNA которое прошло 13 января 2024 года. В битву также вошли и прошлые победительницы женских Королевских битв самая первая победительница женской битвы Аска (2018) и Бьянка Белэйр (2021), обе из бренда SmackDown, занявшие седьмое и 10-е места соответственно. Когда ринг был уже полон рестлерами, из бренда Raw под 19-м номером вышла Ная Джакс и продолжила серию выбрасываний рестлеров из ринга. Далее выходит победительница Royal Rumble 2019 года Бекки Линч из бренда Raw выйдя под 21-м номером. В продолжение битвы произошел небольшой казус. Поскольку Вальхалла (ранний её рингнейм был Сара Логан) из бренда Raw выходила в качестве 24-й участницы битвы, неожиданно вышел R-Truth (который выйдет под таким же номером, но только в мужском Royal Rumble матче) также пытаясь принять участие в матче, не понимая, что это все ещё идет женский Royal Rumble. Неожиданным участником под 28 номером стала бывшая чемпионка TBS AEW Джейд Каргилл которая пописала ещё контракт в сентябре 2023 года и тем самым дебютировала на ринге в WWE, выбив Джакс и Наоми (которые продержались в битве более часа). Последней участницей из бренда Raw была Лив Морган, вернувшейся более чем через шесть месяцев из-за травмы, а также продолжившей свою серию выступлений на каждом Royal Rumble. Под конец битвы последней тройкой стали Бэйли, Каргилл и Морган, и после того, как Морган выбросила из ринга Каргилл, вслед за ней её выбросила Бэйли, тем самым впервые в своей карьеры выиграла Royal Rumble, и в процессе его пребывания установила новый рекорд продолжительности в битве среди женщин в Royal Rumble — 1:03:03. Она также стала второй женщиной, выигравшей матч выходя под № 3 после Белэйр в 2021 году, и третьим человеком в общем зачете входящим под третьим номером как победитель битвы (первым был Рик Флэр выигравший Royal Rumble 1992 года под третьим номером).

#### Фатальный четырёхсторонний матч за титул Неоспоримого чемпиона Вселенной WWE
После женской Королевской битвы действующий чемпион компании Роман Рейнс успешно защитил титул Неоспоримого чемпиона Вселенной WWE (объединенные в два титула Мировой и Вселенной) против Рэнди Ортона, Эй Джей Стайлза и ЛА Найта в фатальном четырёхстороннем матче. От спонсора мероприятия Слима Джима, Эл Эй Найт получил специальный выход на ринг. В начале поединка все три претендента за титул объединились против Рейнса, затем, в конце концов, разделились на пары и начали свои собственные бои. Ортон провел свой завершающий прием RKO по всем остальным участникам и попытался удержать Рейнса, однако ему помещал это сделать член группировки Блудлайн Соло Сикоа атаковав Ортона от имени Рейнса. В конце матча Рейнс провел Стайлзу гарпун и тем самым выиграл матч и сохранил свой титул Неоспоримого чемпиона Вселенной WWE.

#### Матч за титул Чемпиона Соединенных Штатов WWE
В предпоследнем титульном матче действующий чемпион Логан Пол защищал свой титул чемпиона Соединенных Штатов против Кевина Оуэнса. Большую часть матча Пол провел, атакуя травмированную правую руку Оуэнса. Один из друзей Пола попытался дать Полу пару кастетов, но судья заметив его немедленно попросил охрану арены выпроводить за пределы ринга. Рестлеры Остин Тиори и Грейсон Уоллер, которые враждовали с Оуэнсом, также заключили союз с Полом и в этом моменте с Тиори чтобы рефери не увидел, он незаметно передает Полу кастет. Однако, Оуэнс, со всеми справился и нокаутировал Пола, но во время удержания судья увидел на пальцах руки Оуэнса кастет, в результате чего по решению рефери ринг-анонсер Саманта Ирвин объявила, что Логан победил по дисквалификации тем самым оставив титул себе. После матча Оуэнс повел Полу мощную пауэрбомбу на комментаторский стол.

#### Мейн ивент: Мужской Royal Rumble матч

Коди Роудс выигрывает Королевскую битву второй год подряд. Это победа сделало его первым рестлером в истории, начиная с 1998 года, который выиграл два Royal Rumble подряд, и четвёртым рестлером в истории, после Ледяной Глыбы Стива Остина (1997 и 1998), Шона Майклза (1995 и 1996) и Халка Хогана (1990 и 1991), а также десятым рестлером, который выиграл два Royal Rumble в общей сложности.

Главным событием шоу стал мужской матч Royal Rumble. Шоу началось с того, что Джей Усо из бенда Raw вошел в битву под № 1, а его брат-близнец Джимми из бренда SmackDown — вторым. В качестве неожиданного участника в битве принял участие рестлер Андраде, который вернулся в WWE после ухода из компании в марте 2021 года, а затем работал в All Elite Wrestling, вошел под четвёртым номером, как и Кармело Хейс из бренда NXT, который дебютировал в Рамбле вошел под пятым номером, за которым последовал победитель Royal Rumble 2018 года Синсуке Накамура из бренда Raw под шестым номером. Бобби Лэшли из бренда SmackDown (под номером № 11) выкинул через третий канат седьмого участника битвы Кэрриона Кросса также из бренда SmackDown, но партнеры Кросса по группировке Final Testament, (рус. Последнее завещание) Авторы Боли (Акам и Резар), ворвались на ринг и вместе с Кроссом который нелегально вернулся в битву выбросил из неё Лэшли, что привело к драке на ринге между группировкой Final Testament и помощниками Лэшли Уличной Наживы (Анджело Докинз и Монтес Форд). Когда ринг был заполнен, под 15-м номером в него вошел рестлер из бренда Raw прошлогодний победитель Royal Rumble и фаворит битвы Коди Роудс. Под 20-м номером из бренда NXT в битве дебютировал Брон Брейккер и устроив несколько быстрых выбрасываний рестлеров с ринга. Следующим под номером 21 был Омос в сопровождение своего менеджера МВП, за ним неожиданный участник комментатор шоу Пэт Макафи (№ 22), который большую часть комментировал само шоу, вошел в битву как участник. Однако столкнувшись на ринге лицом к лицу с Омосом рост у которого был более семи футов (213 см), Макафи отступил и сам себя устранил с битвы, перелезая через верхний канат ринга и вернулся за стол комментаторов. Далее выходит Си Эм Панк из бренда Raw, вернувшийся в WWE на шоу Survivor Series: WarGames которое состоялось в ноябре 2023 года, занял 27-е место в битве, что стало его первым телевизионным матчем WWE после Royal Rumble матча 2014 года. Последними двумя участниками битвы стали Победитель Royal Rumble 2020 года Дрю Макинтайр вошедший в битву под 29-м номером, за ним последовал Сами Зейн выйдя под 30-м номером и оба с бренда Raw.
Спустя 50 минут и 55 секунд пребывания в битве Джея Усо выбросил Интерконтинентальный Чемпион Гюнтер войдя в битву под № 18. В конце битвы финальной четверкой на ринге остались Роудс, Гюнтер, Панк и Макинтайр. После того, как Панк выкинул Макинтайра, а Роудс соответственно Гюнтера и оба вступили в продолжительный обмен попытками друг друга чтобы выбросить с ринга через верхний канат, которому это удалось сделать Роудсу, перебросив его через верхний канат, тем самым выиграв битву второй год подряд. Это победа в битве сделало Роудса первым рестлером в истории, начиная с 1998 года, который выиграл два Royal Rumble подряд, и четвёртым рестлером в истории, после Ледяной Глыбы Стива Остина (1997 и 1998), Шона Майклза (1995 и 1996) и Халка Хогана (1990 и 1991), а также десятым рестлером, который выиграл два Royal Rumble в общей сложности.

## Результаты матчей
| №                               | Результаты                                                                             | Условия | Время   |
| ------------------------------- | -------------------------------------------------------------------------------------- | --- | ------- |
| 1                               | Бэйли победила в «Королевской битве» последним выбросив Лив Морган                     | Женская Королевская битва из 30-ти рестлеров, где победительница отправляется за титулом на WrestleMania XL                  | 1:05:00 |
| 2                               | Роман Рейнс (c) (с Полом Хейманом) победил Эй Джей Стайлза, Эл Эй Найта и Рэнди Ортона | Фатальный четырехсторонний матч за титул Неоспоримого чемпиона Вселенной WWE (объединенные в два титула Мировой и Вселенной) | 19:30   |
| 3                               | Логан Пол победил Кевина Оуэнса по дисквалификации                                     | Титульный матч за Чемпионство США                                                                                            | 14:00   |
| 4                               | Коди Роудс победил в «Королевской битве» последним выбросив Си Эм Панка                | Мужская Королевская битва из 30-ти рестлеров, где победитель отправляется за главным титулом на WrestleMania XL              | 1:08:25 |
| - (ч) – чемпион на начало матча |                                                                                        | |         |

### Женская Королевская битва выходы и выбывания
– Raw
     – SmackDown
     – NXT
     – Промоушен TNA
     – Без бренда
     – Победитель
| Номер | Выходит          | Бренд/Статус | Порядок | Кем выбита                   | Время пребывания в битве | Количество выбитых |
| ----- | ---------------- | ------------ | ------- | ---------------------------- | ------------------------ | ------------------ |
| 1     | Наталья          | Raw          | 3       | Тиган Нокс                   | 20:57                    | 0                  |
| 2     | Наоми            | Без бренда   | 25      | Джейд Каргилл                | 1:02:18                  | 2                  |
| 3     | Бэйли            | SmackDown    | —       | ПОБЕДИТЕЛЬ                   | 1:03:03                  | 7                  |
| 4     | Кэндис Ле Рей    | Raw          | 2       | Бэйли, Аской, и Каири Сэйн   | 15:23                    | 0                  |
| 5     | Джординн Грейс   | TNA          | 7       | Бьянкой Белэр                | 19:10                    | 0                  |
| 6     | Инди Хартвелл    | Raw          | 1       | Бэйли                        | 03:23                    | 0                  |
| 7     | Аска             | SmackDown    | 6       | Ката́ной Ченс и Кайден Картер | 12:59                    | 1                  |
| 8     | Айви Нил         | Raw          | 10      | Наей Джакс                   | 23:27                    | 0                  |
| 9     | Ката́на Ченс      | Raw          | 13      | Наей Джакс                   | 25:48                    | 1                  |
| 10    | Бьянка Белэр     | SmackDown    | 26      | Бэйли                        | 47:46                    | 1                  |
| 11    | Каири Сэйн       | SmackDown    | 5       | Кайден Картер                | 05:00                    | 1                  |
| 12    | Тиган Нокс       | Raw          | 4       | Бэйли                        | 01:22                    | 1                  |
| 13    | Кайден Картер    | Raw          | 8       | Пайпер Нивен                 | 11:48                    | 2                  |
| 14    | Челси Грин       | Raw          | 14      | Бекки Линч                   | 17:32                    | 0                  |
| 15    | Пайпер Нивен     | Raw          | 12      | Наей Джакс                   | 12:39                    | 1                  |
| 16    | Ся Ли            | Raw          | 9       | Наей Джакс                   | 06:46                    | 0                  |
| 17    | Зелина Вега      | SmackDown    | 17      | Шайной Базслер и Зои Старк   | 20:00                    | 0                  |
| 18    | Максин Дюпри     | Raw          | 11      | Бэйли                        | 06:39                    | 0                  |
| 19    | Ная Джакс        | Raw          | 21      | Джейд Каргилл                | 20:15                    | 8                  |
| 20    | Шотци            | SmackDown    | 20      | Наей Джакс                   | 15:14                    | 0                  |
| 21    | Бекки Линч       | Raw          | 24      | Наоми и Джейд Каргилл        | 22:29                    | 1                  |
| 22    | Альба Файр       | SmackDown    | 16      | Наоми                        | 06:21                    | 0                  |
| 23    | Шейна Бэйзлер    | Raw          | 18      | Наей Джакс                   | 08:27                    | 1                  |
| 24    | Вальхалла        | Raw          | 15      | Наей Джакс                   | 00:05                    | 0                  |
| 25    | Ми́чин            | SmackDown    | 19      | Наей Джакс                   | 05:02                    | 0                  |
| 26    | Зои Старк        | Raw          | 22      | Лив Морган                   | 09:58                    | 1                  |
| 27    | Роксана Перес    | NXT          | 23      | Тиффани Стрэттон             | 08:29                    | 0                  |
| 28    | Джейд Каргилл    | Без бренда   | 28      | Лив Морган                   | 11:03                    | 3                  |
| 29    | Тиффани Стрэттон | NXT          | 27      | Бэйли                        | 06:52                    | 1                  |
| 30    | Лив Морган       | Raw          | 29      | Бэйли                        | 06:26                    | 2                  |

### Мужская Королевская битва выходы и выбывания
– Raw
     – SmackDown
     – NXT
     – Без бренда
     – Победитель
| Номер | Выходит                    | Брэнд/Статус | Порядок | Кем выбит                    | Время пребывания в битве | Количество выбитых |
| ----- | -------------------------- | ------------ | ------- | ---------------------------- | ------------------------ | ------------------ |
| 1     | Джей Усо                   | Raw          | 23      | Гюнтером                     | 50:55                    | 1                  |
| 2     | Джимми Усо                 | SmackDown    | 12      | Броном Брейккером            | 34:09                    | 0                  |
| 3     | Грейсон Уоллер             | SmackDown    | 1       | Кармелом Хейсом              | 04:05                    | 0                  |
| 4     | Андраде                    | Без бренда*  | 8       | Бронсоном Ридом              | 22:59                    | 0                  |
| 5     | Кармело Хейс               | NXT          | 6       | Финном Балором               | 17:06                    | 1                  |
| 6     | Синсукэ Накамура           | Raw          | 9       | Коди Роудсом                 | 20:51                    | 0                  |
| 7     | Сантос Эскобар             | SmackDown    | 2       | Карлито                      | 06:37                    | 0                  |
| 8     | Каррион Кросс              | SmackDown    | 4       | Бобби Лэшли                  | 06:20                    | 1                  |
| 9     | "Грязный" Доминик Мистерио | Raw          | 21      | Си Эм Панком                 | 33:19                    | 1                  |
| 10    | Карлито                    | SmackDown    | 3       | Бобби Лэшли                  | 02:23                    | 1                  |
| 11    | Бобби Лэшли                | SmackDown    | 5       | Каррионом Кроссом            | 01:34                    | 2                  |
| 12    | Людвиг Кайзер              | Raw          | 10      | Кофи Кингстоном              | 09:29                    | 0                  |
| 13    | Остин Тиори                | SmackDown    | 7       | Коди Роудсом                 | 03:58                    | 0                  |
| 14    | Финн Балор                 | Raw          | 13      | Броном Брейккером            | 11:21                    | 1                  |
| 15    | Коди Роудс                 | Raw          | —       | ПОБЕДИТЕЛЬ                   | 43:21                    | 4                  |
| 16    | Бронсон Рид                | Raw          | 14      | Омосом                       | 10:39                    | 1                  |
| 17    | Кофи Кингстон              | Raw          | 11      | Гюнтером                     | 03:34                    | 1                  |
| 18    | Гюнтер                     | Raw          | 28      | Коди Роудсом                 | 30:10                    | 3                  |
| 19    | Ивар                       | Raw          | 15      | Броном Брейккером            | 04:57                    | 0                  |
| 20    | Брон Брейккер              | NXT          | 18      | "Грязным" Домиником Мистерио | 05:19                    | 4                  |
| 21    | Омос                       | Без бренда   | 17      | Броном Брейккером            | 02:43                    | 1                  |
| 22    | Пэт Макафи                 | Без бренда*  | 16      | Сам себя выбросил            | 00:38                    | 1                  |
| 23    | Джей Ди Макдо́на            | Raw          | 19      | Джей Усо                     | 00:03                    | 0                  |
| 24    | R-Truth                    | Raw          | 20      | Дэмианом Пристом             | 02:56                    | 0                  |
| 25    | Миз                        | Raw          | 22      | Гюнтером                     | 06:06                    | 0                  |
| 26    | Дамиан Прист               | Raw          | 25      | Сами Зейном                  | 10:24                    | 1                  |
| 27    | Си Эм Панк                 | Raw          | 29      | Коди Роудсом                 | 21:45                    | 2                  |
| 28    | Рикошет                    | Raw          | 24      | Дрю Макинтайром              | 05:10                    | 0                  |
| 29    | Дрю Макинтайр              | Raw          | 27      | Си Эм Панком                 | 09:52                    | 2                  |
| 30    | Сами Зейн                  | Raw          | 26      | Дрю Макинтайром              | 03:19                    | 1                  |

### Турнирная сетка претендентов за титул Чемпиона Соединенных Штатов WWE
|  | Первые раунды Бренд :SmackDown 8 по 15 декабря, 2023 года | Первые раунды Бренд :SmackDown 8 по 15 декабря, 2023 года | Первые раунды Бренд :SmackDown 8 по 15 декабря, 2023 года | Первые раунды Бренд :SmackDown 8 по 15 декабря, 2023 года | Первые раунды Бренд :SmackDown 8 по 15 декабря, 2023 года | Первые раунды Бренд :SmackDown 8 по 15 декабря, 2023 года | Первые раунды Бренд :SmackDown 8 по 15 декабря, 2023 года | Первые раунды Бренд :SmackDown 8 по 15 декабря, 2023 года | Первые раунды Бренд :SmackDown 8 по 15 декабря, 2023 года | Первые раунды Бренд :SmackDown 8 по 15 декабря, 2023 года |                |                | Полуфиналы Бренд :SmackDown 15 декабря, 2023 года (в эфир вышел 22 декабря) | Полуфиналы Бренд :SmackDown 15 декабря, 2023 года (в эфир вышел 22 декабря) | Полуфиналы Бренд :SmackDown 15 декабря, 2023 года (в эфир вышел 22 декабря) | Полуфиналы Бренд :SmackDown 15 декабря, 2023 года (в эфир вышел 22 декабря) | Полуфиналы Бренд :SmackDown 15 декабря, 2023 года (в эфир вышел 22 декабря) | Полуфиналы Бренд :SmackDown 15 декабря, 2023 года (в эфир вышел 22 декабря) | Полуфиналы Бренд :SmackDown 15 декабря, 2023 года (в эфир вышел 22 декабря) | Полуфиналы Бренд :SmackDown 15 декабря, 2023 года (в эфир вышел 22 декабря) | Полуфиналы Бренд :SmackDown 15 декабря, 2023 года (в эфир вышел 22 декабря) | Полуфиналы Бренд :SmackDown 15 декабря, 2023 года (в эфир вышел 22 декабря) |                |                | Финал SmackDown: New Year's Revolution 5 января, 2024 года | Финал SmackDown: New Year's Revolution 5 января, 2024 года | Финал SmackDown: New Year's Revolution 5 января, 2024 года | Финал SmackDown: New Year's Revolution 5 января, 2024 года | Финал SmackDown: New Year's Revolution 5 января, 2024 года | Финал SmackDown: New Year's Revolution 5 января, 2024 года | Финал SmackDown: New Year's Revolution 5 января, 2024 года | Финал SmackDown: New Year's Revolution 5 января, 2024 года | Финал SmackDown: New Year's Revolution 5 января, 2024 года | Финал SmackDown: New Year's Revolution 5 января, 2024 года |
|  |                                                           |                                                           |                                                           |                                                           |                                                           |                                                           |                                                           |                                                           |                                                           |                                                           |                |                |                                                                             |                                                                             |                                                                             |                                                                             |                                                                             |                                                                             |                                                                             |                                                                             |                                                                             |                                                                             |                |                |                                                            |                                                            |                                                            |                                                            |                                                            |                                                            |                                                            |                                                            |                                                            |                                                            |
|  | Дракон Ли                                                 | Дракон Ли                                                 | Дракон Ли                                                 | Дракон Ли                                                 | Дракон Ли                                                 | Дракон Ли                                                 | Дракон Ли                                                 | Дракон Ли                                                 | Дракон Ли                                                 | 9:09                                                      |                |                |                                                                             |                                                                             |                                                                             |                                                                             |                                                                             |                                                                             |                                                                             |                                                                             |                                                                             |                                                                             |                |                |                                                            |                                                            |                                                            |                                                            |                                                            |                                                            |                                                            |                                                            |                                                            |                                                            |
|  | Дракон Ли                                                 | Дракон Ли                                                 | Дракон Ли                                                 | Дракон Ли                                                 | Дракон Ли                                                 | Дракон Ли                                                 | Дракон Ли                                                 | Дракон Ли                                                 | Дракон Ли                                                 | 9:09                                                      |                |                |                                                                             |                                                                             |                                                                             |                                                                             |                                                                             |                                                                             |                                                                             |                                                                             |                                                                             |                                                                             |                |                |                                                            |                                                            |                                                            |                                                            |                                                            |                                                            |                                                            |                                                            |                                                            |                                                            |
|  | Сантос Эскобар                                            | Сантос Эскобар                                            | Сантос Эскобар                                            | Сантос Эскобар                                            | Сантос Эскобар                                            | Сантос Эскобар                                            | Сантос Эскобар                                            | Сантос Эскобар                                            | Сантос Эскобар                                            | Удержание                                                 |                |                |                                                                             |                                                                             |                                                                             |                                                                             |                                                                             |                                                                             |                                                                             |                                                                             |                                                                             |                                                                             |                |                |                                                            |                                                            |                                                            |                                                            |                                                            |                                                            |                                                            |                                                            |                                                            |                                                            |
|  | Сантос Эскобар                                            | Сантос Эскобар                                            | Сантос Эскобар                                            | Сантос Эскобар                                            | Сантос Эскобар                                            | Сантос Эскобар                                            | Сантос Эскобар                                            | Сантос Эскобар                                            | Сантос Эскобар                                            | Удержание                                                 | Сантос Эскобар | Сантос Эскобар | Сантос Эскобар                                                              | Сантос Эскобар                                                              | Сантос Эскобар                                                              | Сантос Эскобар                                                              | Сантос Эскобар                                                              | Сантос Эскобар                                                              | Сантос Эскобар                                                              | Удержание                                                                   |                                                                             |                                                                             |                |                |                                                            |                                                            |                                                            |                                                            |                                                            |                                                            |                                                            |                                                            |                                                            |                                                            |
|  |                                                           |                                                           |                                                           |                                                           |                                                           |                                                           |                                                           |                                                           |                                                           |                                                           | Сантос Эскобар | Сантос Эскобар | Сантос Эскобар                                                              | Сантос Эскобар                                                              | Сантос Эскобар                                                              | Сантос Эскобар                                                              | Сантос Эскобар                                                              | Сантос Эскобар                                                              | Сантос Эскобар                                                              | Удержание                                                                   |                                                                             |                                                                             |                |                |                                                            |                                                            |                                                            |                                                            |                                                            |                                                            |                                                            |                                                            |                                                            |                                                            |
|  |                                                           |                                                           | Бобби Лэшли                                               | Бобби Лэшли                                               | Бобби Лэшли                                               | Бобби Лэшли                                               | Бобби Лэшли                                               | Бобби Лэшли                                               | Бобби Лэшли                                               | Бобби Лэшли                                               | Бобби Лэшли    | 8:44           |                                                                             |                                                                             |                                                                             |                                                                             |                                                                             |                                                                             |                                                                             |                                                                             |                                                                             |                                                                             |                |                |                                                            |                                                            |                                                            |                                                            |                                                            |                                                            |                                                            |                                                            |                                                            |                                                            |
|  | Бобби Лэшли                                               | Бобби Лэшли                                               | Бобби Лэшли                                               | Бобби Лэшли                                               | Бобби Лэшли                                               | Бобби Лэшли                                               | Бобби Лэшли                                               | Бобби Лэшли                                               | Бобби Лэшли                                               | Бобби Лэшли                                               | Бобби Лэшли    | 8:44           | Удержание                                                                   |                                                                             |                                                                             |                                                                             |                                                                             |                                                                             |                                                                             |                                                                             |                                                                             |                                                                             |                |                |                                                            |                                                            |                                                            |                                                            |                                                            |                                                            |                                                            |                                                            |                                                            |                                                            |
|  | Бобби Лэшли                                               | Бобби Лэшли                                               | Бобби Лэшли                                               | Бобби Лэшли                                               | Бобби Лэшли                                               | Бобби Лэшли                                               | Бобби Лэшли                                               | Бобби Лэшли                                               | Бобби Лэшли                                               |                                                           |                |                | Удержание                                                                   |                                                                             |                                                                             |                                                                             |                                                                             |                                                                             |                                                                             |                                                                             |                                                                             |                                                                             |                |                |                                                            |                                                            |                                                            |                                                            |                                                            |                                                            |                                                            |                                                            |                                                            |                                                            |
|  | Каррион Кросс                                             | Каррион Кросс                                             | Каррион Кросс                                             | Каррион Кросс                                             | Каррион Кросс                                             | Каррион Кросс                                             | Каррион Кросс                                             | Каррион Кросс                                             | Каррион Кросс                                             | 9:46                                                      |                |                |                                                                             |                                                                             |                                                                             |                                                                             |                                                                             |                                                                             |                                                                             |                                                                             |                                                                             |                                                                             |                |                |                                                            |                                                            |                                                            |                                                            |                                                            |                                                            |                                                            |                                                            |                                                            |                                                            |
|  | Каррион Кросс                                             | Каррион Кросс                                             | Каррион Кросс                                             | Каррион Кросс                                             | Каррион Кросс                                             | Каррион Кросс                                             | Каррион Кросс                                             | Каррион Кросс                                             | Каррион Кросс                                             | 9:46                                                      |                |                |                                                                             |                                                                             |                                                                             |                                                                             |                                                                             |                                                                             |                                                                             |                                                                             |                                                                             |                                                                             | Сантос Эскобар | Сантос Эскобар | Сантос Эскобар                                             | Сантос Эскобар                                             | Сантос Эскобар                                             | Сантос Эскобар                                             | Сантос Эскобар                                             | Сантос Эскобар                                             | Сантос Эскобар                                             | 16:35                                                      |                                                            |                                                            |
|  |                                                           |                                                           |                                                           |                                                           |                                                           |                                                           |                                                           |                                                           |                                                           |                                                           |                |                |                                                                             |                                                                             |                                                                             |                                                                             |                                                                             |                                                                             |                                                                             |                                                                             |                                                                             |                                                                             | Сантос Эскобар | Сантос Эскобар | Сантос Эскобар                                             | Сантос Эскобар                                             | Сантос Эскобар                                             | Сантос Эскобар                                             | Сантос Эскобар                                             | Сантос Эскобар                                             | Сантос Эскобар                                             | 16:35                                                      |                                                            |                                                            |
|  |                                                           |                                                           | Кевин Оуэнс                                               | Кевин Оуэнс                                               | Кевин Оуэнс                                               | Кевин Оуэнс                                               | Кевин Оуэнс                                               | Кевин Оуэнс                                               | Кевин Оуэнс                                               | Кевин Оуэнс                                               | Кевин Оуэнс    | Удержание      |                                                                             |                                                                             |                                                                             |                                                                             |                                                                             |                                                                             |                                                                             |                                                                             |                                                                             |                                                                             |                |                |                                                            |                                                            |                                                            |                                                            |                                                            |                                                            |                                                            |                                                            |                                                            |                                                            |
|  | Кармело Хейс                                              | Кармело Хейс                                              | Кармело Хейс                                              | Кармело Хейс                                              | Кармело Хейс                                              | Кармело Хейс                                              | Кармело Хейс                                              | Кармело Хейс                                              | Кармело Хейс                                              | Кевин Оуэнс                                               | Кевин Оуэнс    | Удержание      | Удержание                                                                   |                                                                             |                                                                             |                                                                             |                                                                             |                                                                             |                                                                             |                                                                             |                                                                             |                                                                             |                |                |                                                            |                                                            |                                                            |                                                            |                                                            |                                                            |                                                            |                                                            |                                                            |                                                            |
|  | Кармело Хейс                                              | Кармело Хейс                                              | Кармело Хейс                                              | Кармело Хейс                                              | Кармело Хейс                                              | Кармело Хейс                                              | Кармело Хейс                                              | Кармело Хейс                                              | Кармело Хейс                                              |                                                           |                |                | Удержание                                                                   |                                                                             |                                                                             |                                                                             |                                                                             |                                                                             |                                                                             |                                                                             |                                                                             |                                                                             |                |                |                                                            |                                                            |                                                            |                                                            |                                                            |                                                            |                                                            |                                                            |                                                            |                                                            |
|  | Грейсон Уоллер                                            | Грейсон Уоллер                                            | Грейсон Уоллер                                            | Грейсон Уоллер                                            | Грейсон Уоллер                                            | Грейсон Уоллер                                            | Грейсон Уоллер                                            | Грейсон Уоллер                                            | Грейсон Уоллер                                            | 10:23                                                     |                |                |                                                                             |                                                                             |                                                                             |                                                                             |                                                                             |                                                                             |                                                                             |                                                                             |                                                                             |                                                                             |                |                |                                                            |                                                            |                                                            |                                                            |                                                            |                                                            |                                                            |                                                            |                                                            |                                                            |
|  | Грейсон Уоллер                                            | Грейсон Уоллер                                            | Грейсон Уоллер                                            | Грейсон Уоллер                                            | Грейсон Уоллер                                            | Грейсон Уоллер                                            | Грейсон Уоллер                                            | Грейсон Уоллер                                            | Грейсон Уоллер                                            | 10:23                                                     | Кармело Хейс   | Кармело Хейс   | Кармело Хейс                                                                | Кармело Хейс                                                                | Кармело Хейс                                                                | Кармело Хейс                                                                | Кармело Хейс                                                                | Кармело Хейс                                                                | Кармело Хейс                                                                | 10:04                                                                       |                                                                             |                                                                             |                |                |                                                            |                                                            |                                                            |                                                            |                                                            |                                                            |                                                            |                                                            |                                                            |                                                            |
|  |                                                           |                                                           |                                                           |                                                           |                                                           |                                                           |                                                           |                                                           |                                                           |                                                           | Кармело Хейс   | Кармело Хейс   | Кармело Хейс                                                                | Кармело Хейс                                                                | Кармело Хейс                                                                | Кармело Хейс                                                                | Кармело Хейс                                                                | Кармело Хейс                                                                | Кармело Хейс                                                                | 10:04                                                                       |                                                                             |                                                                             |                |                |                                                            |                                                            |                                                            |                                                            |                                                            |                                                            |                                                            |                                                            |                                                            |                                                            |
|  |                                                           |                                                           | Кевин Оуэнс                                               | Кевин Оуэнс                                               | Кевин Оуэнс                                               | Кевин Оуэнс                                               | Кевин Оуэнс                                               | Кевин Оуэнс                                               | Кевин Оуэнс                                               | Кевин Оуэнс                                               | Кевин Оуэнс    | Удержание      |                                                                             |                                                                             |                                                                             |                                                                             |                                                                             |                                                                             |                                                                             |                                                                             |                                                                             |                                                                             |                |                |                                                            |                                                            |                                                            |                                                            |                                                            |                                                            |                                                            |                                                            |                                                            |                                                            |
|  | Остин Тиори                                               | Остин Тиори                                               | Остин Тиори                                               | Остин Тиори                                               | Остин Тиори                                               | Остин Тиори                                               | Остин Тиори                                               | Остин Тиори                                               | Остин Тиори                                               | Кевин Оуэнс                                               | Кевин Оуэнс    | Удержание      | 13:32                                                                       |                                                                             |                                                                             |                                                                             |                                                                             |                                                                             |                                                                             |                                                                             |                                                                             |                                                                             |                |                |                                                            |                                                            |                                                            |                                                            |                                                            |                                                            |                                                            |                                                            |                                                            |                                                            |
|  | Остин Тиори                                               | Остин Тиори                                               | Остин Тиори                                               | Остин Тиори                                               | Остин Тиори                                               | Остин Тиори                                               | Остин Тиори                                               | Остин Тиори                                               | Остин Тиори                                               |                                                           |                |                | 13:32                                                                       |                                                                             |                                                                             |                                                                             |                                                                             |                                                                             |                                                                             |                                                                             |                                                                             |                                                                             |                |                |                                                            |                                                            |                                                            |                                                            |                                                            |                                                            |                                                            |                                                            |                                                            |                                                            |
|  | Кевин Оуэнс                                               | Кевин Оуэнс                                               | Кевин Оуэнс                                               | Кевин Оуэнс                                               | Кевин Оуэнс                                               | Кевин Оуэнс                                               | Кевин Оуэнс                                               | Кевин Оуэнс                                               | Кевин Оуэнс                                               | Удержание                                                 |                |                |                                                                             |                                                                             |                                                                             |                                                                             |                                                                             |                                                                             |                                                                             |                                                                             |                                                                             |                                                                             |                |                |                                                            |                                                            |                                                            |                                                            |                                                            |                                                            |                                                            |                                                            |                                                            |                                                            |
|  | Кевин Оуэнс                                               | Кевин Оуэнс                                               | Кевин Оуэнс                                               | Кевин Оуэнс                                               | Кевин Оуэнс                                               | Кевин Оуэнс                                               | Кевин Оуэнс                                               | Кевин Оуэнс                                               | Кевин Оуэнс                                               | Удержание                                                 |                |                |                                                                             |                                                                             |                                                                             |                                                                             |                                                                             |                                                                             |                                                                             |                                                                             |                                                                             |                                                                             |                |                |                                                            |                                                            |                                                            |                                                            |                                                            |                                                            |                                                            |                                                            |                                                            |                                                            |
|  |                                                           |                                                           |                                                           |                                                           |                                                           |                                                           |                                                           |                                                           |                                                           |                                                           |                |                |                                                                             |                                                                             |                                                                             |                                                                             |                                                                             |                                                                             |                                                                             |                                                                             |                                                                             |                                                                             |                |                |                                                            |                                                            |                                                            |                                                            |                                                            |                                                            |                                                            |                                                            |                                                            |                                                            |

## После шоу

### Raw
После окончания шоу Royal Rumble, во время пресс-конференции победитель мужского Royal Rumble матча Коди Роудс, в качестве рестлера из бренда Raw по всей видимости принял решение, за какой мировой титул он будет бороться на главном шоу этого года WrestleMania XL. Он заявил, что, хоть он и уважает Сета "Фрикинг" Роллинса и его борьбу за титул чемпиона мира в тяжелом весе на бренде Raw, но Роудс заявил, что ему нужно закончить свою историю и победить Романа Рейнса и забрать его титул Неоспоримого чемпиона Вселенной WWE, так как поскольку он этого не смог сделать на прошлогодней WrestleMania. Однако в следующем эпизоде Raw Роллинс объяснил, почему Роудс должен был бросить ему вызов на Рестлмании, а не Рейнсу, заявив что титул, который держит Рейнс, потерял свой блеск из-за того, что он редко его защищает, и из-за сомнительной репутации других прошлых чемпионов, в то время как Роллинс сделал свой титул представителем стиля "синих воротничков", рабочей лошадки, который воплощал отец Коди, Дасти Роудс. Раздосадованный Роудс сказал, что подумает об этом. Появившейся на бренде SmackDown Роудс встретился лицом к лицу с Рейнсом  и сказал, что в конечном итоге он выиграет чемпионский титул Рейнса, но он отложит эту цель на потом и вместо этого бросает вызов Роллинсу за его титул чемпиона мира в тяжелом весе на Рестлмании. Затем появился Скала и войдя на ринг уставился на Рейнса, когда эпизод вышел в эфир, по всей видимости, действующий чемпион Рейнс будет оспаривать свой титул со Скалой на Рестлмании этого года, который с этого момента вызвал в основном негативную реакцию фанатов. Однако во время пресс-конференции WrestleMania XL Kickoff которая прошла 8 февраля Роудс объявил, что на самом деле он выбрал Рейнса в борьбе за мировой титул, к большому разочарованию действующего чемпиона и Рока.
Спустя два дня после шоу в сети появились информация о том, что Си Эм Панк получил травму во время мужского Royal Rumble матча. Вечер Raw открыл как раз Панк с перевязанной рукой и подтвердил, что он порвал правый трицепс и ему придется пропустить WrestleMania XL. Вышедший Дрю Макинтайр который выбросил Панка из матча прерывает его. Макинтайр говорит, что надеялся, что Панк получит травму, чтобы он смог вместо него отправиться на Рестлманию и сразиться за титул мирового чемпиона. Затем Панк заявил, что когда бы он ни вернулся, Макинтайр будет его первой целью.
В том же эпизоде Raw было объявлено, что комментатор Пэт Макафи вернулся в WWE на полный рабочий день, чтобы быть вместе с другим комментатором красного бренда Майклом Коулом и сразу после его возвращения на Royal Rumble рестлер Андраде также стал членом ростера Raw.

### SmackDown
На следующий день после мероприятия Royal Rumble, на шоу WWE The Bump, Бэйли выигравшая женский Royal Rumble матч в качестве рестлера SmackDown, по-видимому, подтвердила свое решение, бросить вызов Рее Рипли  за ее титул мировой чемпионки среди женщин от бренда Raw и встретиться с ней на WrestleMania XL так как ее напарница по конюшне Контроль повреждений Ийо Скай, которая держит титул чемпионки WWE среди женщин от бренда SmackDown получила травму. В следующем эпизоде Raw впоследствии чего Бэйли появилась, чтобы официально объявить о своем решении, но после того, как ее прервала Рипли, а затем на Рипли напала Ная Джакс, которая предупредила Бэйли, сказав что Рипли не попадет на Рестлманию, Бэйли сказала, что сделает свое объявление на SmackDown. На этом эпизоде Бэйли что-то подслушала, как Скай с командой Воины Кабуки (Аска и Кайри Сейн)  о чем то говорят по-японски, а Скай в заключении говорит, что они покончат с Бэйли этой ночью. Позже на ринге Бейли столкнулась лицом к лицу со Скай, Аской и Сейном, показав, что понимает, о чем они говорят, и удивляется, почему они смеются над ней. Затем все трое напали на Бейли, которая впоследствии решила, что бросит вызов Ийо Скай за титул чемпиона WWE среди женщин на главном шоу года Рестлмании.
В том же эпизоде бренда SmackDown рестлеры Наоми и Тиффани Стрэттон — обе неожиданные участницы женского Royal Rumble матча — объявили, что подписали контракт с синим брендом  на полный рабочий день (Наоми переходит в качестве свободного агента, а Стрэттон из бренда NXT).

## Заметки
1. ↑  За исключением Royal Rumble 2011 года где в нем принимало участие 40 рестлеров, что делая ее самой большой битвой за всю историю шоу.
2. 1 2  В оригинальных планах под 20-м номером должен был выйти Брок Леснар, который должен быть выброшен "Грязным" Домиником Мистерио в рамках их будущей сюжетной линии, но из-за судебного иска о торговле людьми в целях сексуальной эксплуатации он был снят с матча и заменен Брейкером.[26][27]
3. 1 2  Андраде и Макафи присоединятся к бренду Raw на полный рабочий день двумя вечерами позже, но во время Royal Rumble им об этом еще не было известно.
4. ↑  Кэррион Кросс который уже был выбит из битвы, не без помощи Авторов Боли вернулся в нее, чтобы позже в матче выбросить Бобби Лэшли.